# 동내초등학교
동내초등학교는 대한민국 강원특별자치도 춘천시 동내면 신촌리에 있는 공립 초등학교인데 1935년에 첫 개교되었다.

## 학교 연혁
- 1935년 4월 15일 동내공립보통학교 개교(설립인가 3월 1일)
- 1938년 4월 1일 동내공립심상소학교로 개칭
- 1941년 4월 1일 동내공립국민학교로 개칭
- 1948년 4월 15일 동내국민학교로 개칭
- 1976년 3월 19일 특수학급 개설
- 1982년 3월 15일 병설유치원 개원
- 1987년 8월 15일 수영장 준공
- 1996년 3월 1일 동내초등학교로 개칭
- 2005년 2월 17일 제56회 졸업식 거행 (졸업생 총인원 5,461명)
- 2005년 9월 1일 제26대 교장 이찬기 부임
- 2009년 2월 13일 제60회 졸업식 거행 (졸업생 총인원: 5,601명)
- 2009년 3월 1일 제27대 장일범 교장 부임
- 2013년 2월 8일 제64회 졸업식(누계 5,7541명)
- 2013년 3월 1일 제29대 장금자 교장 부임
- 2016년 3월 1일 제30대 반종필 교장 부임
- 2017년 2월 16일 제68회 졸업식 거행(졸업생 총 인원 : 5,889명)
- 2018년 2월 9일 제69회 졸업식 거행(졸업생 총 인원 : 6,022명)

## 참고 자료
- 동내초등학교 - 한국교육학술정보원 학교알리미